# Magnetomotorische kracht

De elektrische stroom I wekt een magnetische flux Theta op

De magnetomotorische kracht (MMK) is de drijvende kracht van magnetisme, ofwel dat wat de magnetische flux opwekt. Het wordt ook wel de magnetomotantie of de magnetische (bron)spanning genoemd.
Het is een begrip dat een analogie heeft met de elektromotorische kracht. Wordt in een elektrisch circuit de elektrische stroom opgewekt door een spanning, dan wordt in een magnetisch circuit de magnetische flux in stand gehouden door de magnetische bronspanning. Loopt door een spoel met N windingen een stroom I, dan is de magnetomotorische kracht Θ gelijk aan:
{\displaystyle \Theta =N\cdot I=\Phi \cdot {\mathfrak {R}}_{m}}
Deze formule staat bekend als de Wet van Hopkinson, het magnetische equivalent van de Wet van Ohm. De formule geeft tevens aan dat de magnetomotorische kracht ook het product is van de magnetische flux door een medium en de magnetische weerstand van dat medium.
De SI-eenheid van de magnetomotorische kracht is de ampère-winding. In het cgs-stelsel wordt de eenheid gilbert gebruikt, genoemd naar de Engelse natuurkundige William Gilbert.